# باري ريس
باري ريس (بالإنجليزية: Barry Reese)‏ (11 نوفمبر 1972)؛ روائي أمريكي.